# 청진암군
청진암군은 함북습곡대의 페름기 관입암체들이다.

## 개요
청진암군관입암체는 함북습곡대의 페름기 관입암체로, 청진시의 천마산, 금바위동, 고원리, 부령군 창평리, 회령군 풍산리 등지에 크지 않은 렌즈상 관입암체로 드러나 있다.
지질구조적으로 이 관입암체들은 주로 수성천단열대의 동쪽에서 이 단열대와 평행하게 북북서 방향으로 띄엄띄엄 드러나있다. 이 관입암체들은 북쪽으로 중국 동북지방으로 이어지고 있다.
청진암군 관입암체들은 두만게 암기통과 계룡산통 안에 층리와 거의 평행하게 관입하고 있으며 단천암군 화강암에 의해 관입되었다.
청진암군은 주로 사문암류와 변휘장암, 휘장거정암 및 휘장휘록암으로 되어 있다.

### 천마산관입암체
청진시 천마산을 중심으로 드러난 관입암체로 길이 0.6 km 너비 0.7 km의 긴 렌즈 모양으로 북서 330˚로 주향을 가지고 남서쪽으로 70˚ 경사졌다. 관입암체는 동쪽에서 계룡산통의 녹색암을 뚫었으며 서쪽에서는 제 4기층에 덮였다.
관입암체 안에는 계룡산통 암석의 포로체들이 수 m 크기로 관입암체의 주향과 같은 방향으로 널려있다.
천마산관입암체는 사문암류와 변질된 휘장암으로 이루어져있는데, 사문암은 휘장암 가운데에 널려있으며 길이 1.7 km, 너비 400 m 의 크기를 이룬다.

### 토막동관입암체
토막동관입암체는 청진시 청암구역 금바위동 북서쪽에 드러나있다. 이 암체는 방추상이며 길이 4 km, 너비 0.5 km이다. 암체 주변에는 길이 100여 m 너비 20 m 안팎의 위성암체들이 여럿 있다.
암체는 서쪽에서 계룡산통 암석을 뚫었으며 동쪽은 암기통 점판암과 구조로 맞붙어있으며 남쪽은 석회암과 붙어있으면서 단천암군 화강암에 의해 뚫렸다.
암체 안에는 암기통 석회암과 점판암의 포로암들이 자주 들어있는데 암체의 주향과 같은 방향으로 띄엄띄엄 줄지어있다.
암체는 사문암과 변질된 휘장암으로 이루어져있는데 사문암은 거의 다 섬유사문석사문암이다.

### 황만동관입암체
황만동관입암체는 청진시 청암구역 금바위동, 부령군 석막리의 동쪽 금채동, 계화동, 황만동 사이에 있다.
암체는 계룡산통과 암기통의 경계를 따라 가늘고 길게 늘어진 판모양암체로서 길이 8 km, 너비 400 m이다.
암체의 서쪽에는 위성암체가 여럿 있는데 큰 것은 길이 1 km, 너비 100 m이며 작은 것은 길이 50 m, 너비 10 m이다.
기본암체와 위성암체는 주향 북서 290˚이며 배태암쪽으로 60-70˚ 경사져있다.
관입암체 안에는 녹색암, 점판암, 석회암 등 포로암들이 많이 들어있다. 이들은 관입암체의 방향과 같은 방향으로 널려있다.
암체는 사문암과 약간의 휘장암, 휘장휘록암으로 이루어져있다. 사문암은 주로 섬유사문석사문암과 엽사문석사문암으로 되어있다. 휘장암과 휘장섬록암은 암체의 내부와 변두리에 불규칙하게 있다.

### 교원리관입암체
교원리관입암체는 교원리 서쪽 야비동을 중심으로 북쪽은 상동, 남쪽은 교동, 광주령 사이에서 북북서-남동방향으로 길게 늘어진 판모양체로 길이 12 km, 너비 1.5 km이다.
암체는 서남쪽에서 단층에 의해 암기통과 붙어있고 북동쪽에서 계룡산통, 암기통 암석을 뚫었으며 분기되면서 가늘어진다. 가운데부분인 야비동과 교동 사이에서 가장 넓고 교동 남쪽에서는 분기되면서 광주령에서 단천암군 화강암에 의해 관입되었다.
암체의 북동부인 상동과 야비동에는 계룡산통 녹색암과 암기통 점판암의 포로암을 많이 가지고 있는데 이들은 렌즈모양이고 암체의 주향방향으로 널려있다.
교원리관입암체는 주로 엽사문석사문암, 섬유사문석사문암, 휘장암, 활석암 등으로 이루어져있다.

## 참고 문헌
- 조선지질구성 4. 류종락 외, 공업출판사. 1990